# Raionul Tiraspol, județul Tiraspol

Raionul Tiraspol a fost unul din cele patru raioane ale județului Tiraspol din Guvernământul Transnistriei între 1941 și 1945.